# IBall Andi 5c
De iBall Andi 5c is een phablet van de Indiase fabrikant iBall. Het toestel wordt geleverd met Android-versie 4.0 Ice Cream Sandwich. Het toestel is gericht op de Indiase markt en beschikt over dual SIM. De Andi 5c is alleen verkrijgbaar in het zwart. 
De Andi 5c heeft een schermdiagonaal van 5 inch en behoort daarmee tot de phablets, een categorie gelegen tussen de smartphones en de tablets. Ondanks het grote scherm heeft het toestel een relatief lage resolutie van 800 bij 480 pixels. De Andi 5c gebruikt een Cortex A9, een singlecore-processor, die aftikt op een kloksnelheid van 1 GHz. Aan de achterkant van de phablet bevindt zich een 5 megapixelcamera en aan de voorkant is er een VGA-camera met een resolutie van 0,3 megapixels om mee te kunnen videobellen. 